# Sankt Gotthard
För andra betydelser, se Sankt Gotthard (olika betydelser).
Sankt Gotthard är en bergskedja i schweiziska alperna. Högsta toppen i bergmassivet är Dammastock (3 630 m). Flera bergspass leder över massivet, det mest kända är Sankt Gotthardpasset.
På norra sidan om Sankt Gotthard  i kantonerna Wallis, Uri och Graubünden är tyska och rätoromanska modersmål för befolkningen, medan det i kantonen Ticino på den södra sidan är italienska. Detta innebär att Sankt Gotthard utgör en kulturell och språklig gräns mellan den germanska och den latinska delen av Europa.

## Tunnlar
Genom bergmassivet finns en vägtunnel och två järnvägstunnlar, samtliga med namnet Sankt Gotthardstunneln samt världens längsta järnvägstunnel, den 57 kilometer långa Gotthardbastunneln, och rörledningar för olja och gas. Vägtunneln är 16,9 kilometer och den längsta järnvägstunneln är 57 kilometer lång. 
Vägtunneln var världens längsta vägtunnel fram till 27 november 2000, då den 24,5 kilometer långa Lærdalstunneln i Norge invigdes.
Officiellt räknas Sankt Gotthardstunneln som en del i en motorväg, även om den inte uppfyller motorvägsstandard fullt ut och det bara är tvåfältsväg. Motorvägsnummer används dock i Schweiz även på vägavsnitt som inte är riktig motorväg.